# Max Fewtrell
Maximilian Bradley Fewtrell (Birmingham, 29 de julho de 1999) é um automobilista britânico. Ele foi campeão da Fórmula 4 Britânica de 2016.

## Carreira

### Cartismo
Fewtrell começou a praticar o cartismo em 2009, aos dez anos de idade. Ele passou a ganhar títulos importantes de cartismo em 2013 e 2014.

### Fórmulas inferiores
Em 2015, Fewtrell se formou em monopostos, participando da MRF Challenge, onde terminou em décimo primeiro.
No ano seguinte, Fewtrell juntou-se à Carlin para a disputa da Fórmula 4 britânico. Ele alcançou três vitórias e conquistou o campeonato na corrida final realizada em Brands Hatch.

### Fórmula Renault
Em dezembro de 2016, Fewtrell foi nomeado como parte da formação de pilotos da Tech 1 Racing na temporada de 2017 da Fórmula Renault 2.0. Ele venceu a corrida no Red Bull Ring no caminho para o título de esteantes e o sexto lugar no campeonato de pilotos.
No ano seguinte, Fewtrell mudou para a então equipe campeã R-ace GP. Conseguindo seis vitórias, além de se tornar o primeiro piloto desde Nyck de Vries a conquistar uma dupla vitória em um fim de semana de duas corridas em Hockenheim e seis pole position, Fewtrell conquistou o título no final da temporada, depois de uma batalha de uma temporada com o colega de Renault Junior Christian Lundgaard.

### GP3 Series
Em 2018, Fewtrell participou do teste de pós-temporada com o ART Grand Prix.

### Campeonato de Fórmula 3 da FIA
Em 2019, Fewtrell foi contratado pela equipe ART Grand Prix para a disputa da temporada inaugural do Campeonato de Fórmula 3 da FIA. Ele se transferiu para a Hitech GP para a disputa da temporada de 2020. Porém, após disputar as seis primeiras rodadas do campeonato, em 24 de agosto de 2020, foi anunciado a saída do piloto da equipe, com Fewtrell sendo substituído na Hitech, por Pierre-Louis Chovet a partir da sétima rodada.

### Fórmula 1
Em fevereiro de 2017, Fewtrell foi confirmado como parte da Renault Sport Academy, o programa de jovens pilotos da equipe Renault de Fórmula 1.